# Contarinia stackelbergi
Contarinia stackelbergi är en tvåvingeart som beskrevs av Nikolai Vasilevich Kovalev 1972. Contarinia stackelbergi ingår i släktet Contarinia och familjen gallmyggor. Inga underarter finns listade i Catalogue of Life.